# Salomo (Name)
Salomo ist ein männlicher Vorname, vereinzelt auch Familienname. Eine verbreitete Namensvariante ist Salomon.

## Herkunft und Bedeutung
Bei Salomo handelt es sich um die deutsche und niederländische Variante des hebräischen Namens שְׁלֹמֹה šəlōmōh. Der Name leitet sich vom Wort שָׁלוֹם šālōm ab. Die Endung -o lässt sich entweder hypokoristisch oder als männliches Suffix deuten, somit ist die Bedeutung entweder „Frieden“, „Unversehrtheit“, „Wohlbefinden“, „Vollkommenheit“ oder „sein Frieden“, „seine Unversehrtheit“, „sein Wohlbefinden“, „seine Vollkommenheit“.
- vergleiche König Salomo, gräzisiert Salomon und im Englischen Solomon, hebräisch שְׁלֹמֹה Šəlomoh, ein in der Bibel zentraler Herrscher – im 10. Jahrhundert v. Chr. – des vereinigten Königreichs Israel, als Sohn von König David.

## Verbreitung
Der Name Salomo ist in Deutschland äußerst selten. Zwischen 2010 und 2021 wurde er nur etwa 70 Mal als Vorname ausgewählt.

## Varianten

### Männliche Varianten
- Arabisch: سلامة Salama, سليم Salim, Saleem, سالم Salim, Salem, سلمان Salman, سليمان Sulaiman
- Bosnisch: Süleyman
  - Diminutiv: Suljo
- Englisch: Solomon
- Französisch: Salomon
- Westafrika: Souleymane
- Griechisch
  - Septuaginta: Σαλωμων Salōmōn, Σαλομων Salomōn
  - Josephus: Σολομων Solomōn
- Hebräisch: שְׁלֹמֹה šəlōmōh, שָׁלוֹם šālōm
  - Jiddisch: זלמן Zalman, Salman oder  שלמה Schloime, Shloime
- Indonesisch: Sulaiman
- Italienisch: Salomone
  - Latein: Salomon
- Malaiisch: Sulaiman
- Polnisch: Salomon
- Portugiesisch: Salomão
- Spanisch: Salomón
- Türkisch: Selim, Selman, Süleyman
  - Turkmenisch: Süleýman
- Ungarisch: Salamon

### Weibliche Varianten
- Arabisch: سلامة Salama, سليمة Salima, Selima, سلمى Salma
- Hebräisch: Shlomit, שָׁלוֹם šālōm, שְׁלוֹמִית šəlōmit
- Spanisch: Zuleima, Zulema
- Türkisch: Selma
- Westafrika: Salamatu

### Verwandte Namen
- Deutsch: Salome, Sulamith
- Hebräisch: שׁוּלַמִּית šūlammit
- Ugaritisch: Schalim

## Namenstage
- 9. Januar: nach Salomo von Himmerod
- 13. März: nach Salomon von Córdoba
- 25. Juni: nach Salomo III., König in der Bretagne

## Bekannte Namensträger

### Vorname
- Salomo(n), König von Israel und Juda, Sohn Davids
- Salomo I. von Konstanz († 871), Bischof von Konstanz
- Salomo II. von Konstanz (vor 876–889), Bischof von Konstanz
- Salomo III. von Konstanz (um 860–919/20), Bischof von Konstanz und Abt von St. Gallen, Graf von Ramschwag und Abt von St. Gallen
- Salomo Adret (1235–1310), bedeutender Rabbi und Gelehrter in Barcelona
- Salomo Alami (um 1370–1420), jüdischer Moralist
- Salomo Aschkenasi (um 1520–um 1605), osmanischer Arzt und Botschafter
- Salomo bar Simson (11./12. Jh.), jüdischer Chronist
- Salomo ben Simon Zemach Duran (um 1400–1467), naturwissenschaftlich gebildeter Halachist in Nordafrika
- Salomo Dubno (1738–1813), jüdischer Aufklärer aus Wolhynien
- Salomo Friedlaender (1871–1946), Pseudonym Mynona, deutscher Philosoph und Schriftsteller
- Salomo ha-Adani (1567–um 1625), jüdischer Gelehrter
- Salomo ibn Verga, um 1500 lebender und wirkender Arzt und Chronist, spanischer Exulant, portugiesischer Marrane, starb in Süditalien

### Familienname
- Ben Salomo (* 1977), israelischer Rapper
- Michael Salomo (* 1988), deutscher Politiker (SPD)